# Rhynchocypris percnurus
Rhynchocypris percnurus é uma espécie de peixe actinopterígeo da família Cyprinidae.
Pode ser encontrada nos seguintes países: Alemanha, Bielorrússia, Estónia, Letónia, Lituânia, Polónia, Rússia e Ucrânia.